# Syngonium podophyllum
Syngonium podophyllum es una especie de planta aroide que comúnmente se cultiva como planta de interior. Los nombres comunes incluyen: planta de punta de flecha, vid punta de flecha, punta de flecha filodendro, pata de gallo, nephthytis, trepadora de hoja perenne de África y trepadora de hoja perenne de América. La especie es nativa de una amplia región de América desde México hasta Bolivia, y se naturalizó en las Indias Occidentales, Florida, Texas, Hawái y otros lugares.

## Etimología
Syngonium podophyllum es la especie más comúnmente cultivada en el género Syngonium y a menudo se la denomina simplemente syngonium. Originalmente se confundió con el género africano de aspecto similar Nephthytis, y todavía se usa como nombre común para la planta. Se le dio su propio género en 1879.
El epíteto específico latino podophyllum significa "con hojas de tallo robusto".

## Descripción
Trepa unos metros de altura sobre los troncos de los árboles de la selva tropical, agarrándose de sus raíces. Los cultivares cultivados en interior alcanzan una altura de hasta 1,5 m (4,9 pies). Durante el año, la planta crece unos 30 cm (12 pulgadas) y produce de 6 a 7 hojas. Sus hojas individuales, generalmente en forma de flecha, miden hasta 30 cm (12 pulgadas) de largo. En la naturaleza, las hojas son de color verde oscuro y sin abigarramiento. Las variedades cultivadas tienen hojas en varios tonos de verde, a menudo verde claro y generalmente con diferentes tipos de taninos más claros. Hay varios cultivares abigarrados, las principales diferencias se encuentran en la posición y extensión de las marcas crema o blancas. Algunas hojas son casi enteramente blancas, rosadas o amarillas.
Sus flores son pequeñas, verdosas o blanquecinas en espádices dentro de espátulas de color amarillo claro a verde. Sin embargo, las plantas que crecen en el interior no florecen, aparte de los especímenes más viejos y bien cuidados.

## Cultivo
Como enredadera, requiere algo de apoyo. También se puede cultivar como planta de cobertura vegetal. El suelo debe ser humus y regado sistemáticamente. Las variedades con hojas con marcas rosadas, rojizas o blancas requieren un lugar bien iluminado, aunque aquellas con hojas de color verde oscuro pueden crecer en un lugar más sombreado. La temperatura de verano no debe exceder los 38 °C (100 °F). En invierno, no debe ser inferior a 0 °C (32 °F). Al preferir el aire húmedo, debe regarse 2 a 3 veces por semana en verano, pero con mucha menos frecuencia en invierno.[cita requerida]
Para garantizar una humedad adecuada, la maceta debe colocarse en un recipiente más grande con turba constantemente húmeda y rociarse con agua a diario. Las hojas polvorientas deben limpiarse con un paño húmedo. Alimentar en verano con una pequeña dosis de fertilizantes disueltos en agua. Después de unos años de cultivo, la planta se vuelve poco atractiva, donde es aconsejable su corte, luego producirá nuevos brotes. Debe trasplantarse solo cuando sea necesario.
Ha ganado la Royal Horticultural Society´s Premio de Mérito del jardín.
"Syngonium podophyllum también se puede cultivar directamente en agua (raíces sumergidas las 24 horas del día, los 7 días de la semana), para lo cual es un candidato perfecto, o en hidrocultivo (lavar las raíces sin tierra y colocarlas en gránulos de arcilla), lo que ayuda a eliminar todos los problemas del agua. decide cultivar en agua, mantenga el agua adecuadamente oxigenada en todo momento cambiándola con frecuencia (al menos una vez a la semana sería fantástico) ". 

### Propagación
La planta se puede propagar mediante esquejes en agua o directamente en tierra para macetas. No obstante, ambos métodos tienen una buena tasa de éxito, siempre que se corte la parte correcta de la planta. Los esquejes que utilizan la máquina de enraizamiento se enraízan en un multiplicador a una temperatura de 18 °C (64 °F). Los esquejes de la parte superior de los brotes son más fáciles de enraizar que los esquejes de las áreas inferiores de los brotes.

## Toxicidad
Todas las partes de Syngonium podophyllum son venenosas y causan dolor severo en la boca si se ingieren. No es inusual encontrarlos creciendo en paisajes subtropicales de Florida, donde los propietarios y jardineros deben ser conscientes de las graves sensaciones de ardor en la piel causadas por la savia de las plantas que contiene ácido oxálico y el daño ocular potencial de los rafidios.

## Variedades
Entre las poblaciones silvestres, se reconocen formalmente dos variedades:
1. Syngonium podophyllum var. peliocladum (Schott) croata - Costa Rica, Panamá.
2. Syngonium podophyllum var. podophyllum - extendido como nativo desde México hasta Brasil y Bolivia , así como Trinidad; naturalizado en las Indias Occidentales (incluidas las Islas Caimán y las Bahamas), Florida , Texas , Hawái , Seychelles , Borneo y Malasia.